# Micromanía
Micromanía é uma revista espanhola de jogos de computador. Ela foi fundada pela publicadora HobbyPress, atualmente uma subsidiária da Axel Springer SE. Ela foi criada em maio de 1985 e é uma das primeiras revistas da Europa exclusivamente focadas em jogos eletrônicos. Ela foi publicada pouco tempo depois da MicroHobby, que havia sido criada alguns meses antes pela mesma publicadora. A revista em seus dois primeiros períodos foi uma importante publicação apoiando a era de ouro do software espanhol. Em julho de 2012, a Axel Springer vendeu a Micromanía para outro proprietário, focando sua cobertura de jogos eletrônicos em sua outra revista, HobbyConsolas. A equipe da Micromanía continua a revista impressa independentemente, publicada pela BlueOcean Publishing.

## História
A primeira edição da Micromanía foi publicada em 1985, com novas edições lançadas mensalmente. A publicação da revista foi dividida entre três épocas. A primeira época durou por três anos, com 35 edições. A segunda época, iniciada em 1988, mudou seu tamanho para adotar o que se tornaria o icônico tamanho grande da revista. A segunda época durou 80 edições, sendo a última publicada em janeiro de 1995. Em fevereiro de 1995, a terceira época começou, que continua a ser publicada. A revista voltou a seu tamanho padrão. A revista celebrou seu 20º aniversário em 2005, e seu 30º aniversário em 2014.